# Sceleuthrix
Sceleuthrix là một chi bướm đêm thuộc họ Geometridae.